# Mappal HaTanur
Mappal HaTanur (hebreiska: מפל התנור) är ett vattenfall i Israel.   Det ligger i distriktet Norra distriktet, i den norra delen av landet. Mappal HaTanur ligger 395 meter över havet.
Terrängen runt Mappal HaTanur är kuperad.Runt Mappal HaTanur är det tätbefolkat, med 591 invånare per kvadratkilometer. Närmaste större samhälle är Qiryat Shemona, 7,0 km söder om Mappal HaTanur. Trakten runt Mappal HaTanur består till största delen av jordbruksmark.